# Kloster Buillon
Das Kloster Buillon (Bullio; Billon) ist eine ehemalige Zisterzienserabtei im Département Doubs, Region Franche-Comté, in Frankreich. Das Kloster liegt in der Gemeinde Chenecey-Buillon rund 18 km südlich von Besançon, am Ufer des Flüsschens Loue.

## Geschichte
Das Kloster wurde 1147 auf Grund von Stiftungen der Herren von Chenecey als Tochterkloster des Klosters Balerne gegründet und gehörte damit der Filiation der Primarabtei Clairvaux an. Das Kloster wurde wegen seiner Armut Bullio paupere genannt. Es besaß sieben Grangien, darunter Sainte-Anne et Migette nicht weit von der Quelle des Lison, Aglans und Scay bei Mamirolle, Cymorin in Malans und Courcelles sowie einen Keller in Montigny. Das Kloster wurde bereits 1536 aufgehoben (nach anderer Angabe bestand es bis zur Französischen Revolution).

## Bauten und Anlage
Erhalten sind in einem landwirtschaftlichen Anwesen Reste der Kirche, deren Apsis durch drei rundbogige Fenster und eine darüberliegende Rosette (beides erhalten) geschlossen wurde. Glasierte Fliesen sind in das Musée des Beaux-Arts in Besançon gelangt.